# دييغو فرناندو مورينو كوينتيرو
دييغو فرناندو مورينو كوينتيرو (بالإسبانية: Diego Moreno) هو لاعب كرة قدم كولومبي في مركز الوسط، ولد في 27 فبراير 1996 في أبارتادو في كولومبيا. لعب مع نادي إنفيغادو.

## وصلات خارجية
- دييغو فرناندو مورينو كوينتيرو على موقع قاعدة بيانات كرة القدم.إي يو (الإنجليزية)
- دييغو فرناندو مورينو كوينتيرو على موقع Soccerway.com (الإنجليزية)
- دييغو فرناندو مورينو كوينتيرو على موقع AS.com (الإسبانية)